# Mrtovnjak (Dugi otok)
Mrtovnjak je otočić na sjevernom kraju Ravskog kanala, između Dugog otoka i Rave. Od oba otoka je udaljen po oko 700 metara.
Površina otoka je 89.797 m2, duljina obalne crte 1098 m, a visina 45 metara.